# Riserva naturale orientata Foce del fiume Platani
La Riserva naturale orientata Foce del fiume Platani è un'area naturale protetta della Sicilia istituita il 4 luglio 1984 dalla Regione Siciliana con la seguente motivazione: 
"Per garantire la conservazione della popolazione ornitica, favorire la ricostituzione della macchia mediterranea, delle associazioni alofile e delle dune".

## Territorio
La riserva è costituita da una superficie complessiva di circa 206 ettari che interseca la foce del fiume Platani, nei territori di Ribera e Cattolica Eraclea (AG). L'oasi lambisce il promontorio di Capo Bianco, sede dell'antica città greca di Eraclea Minoa.

## Flora

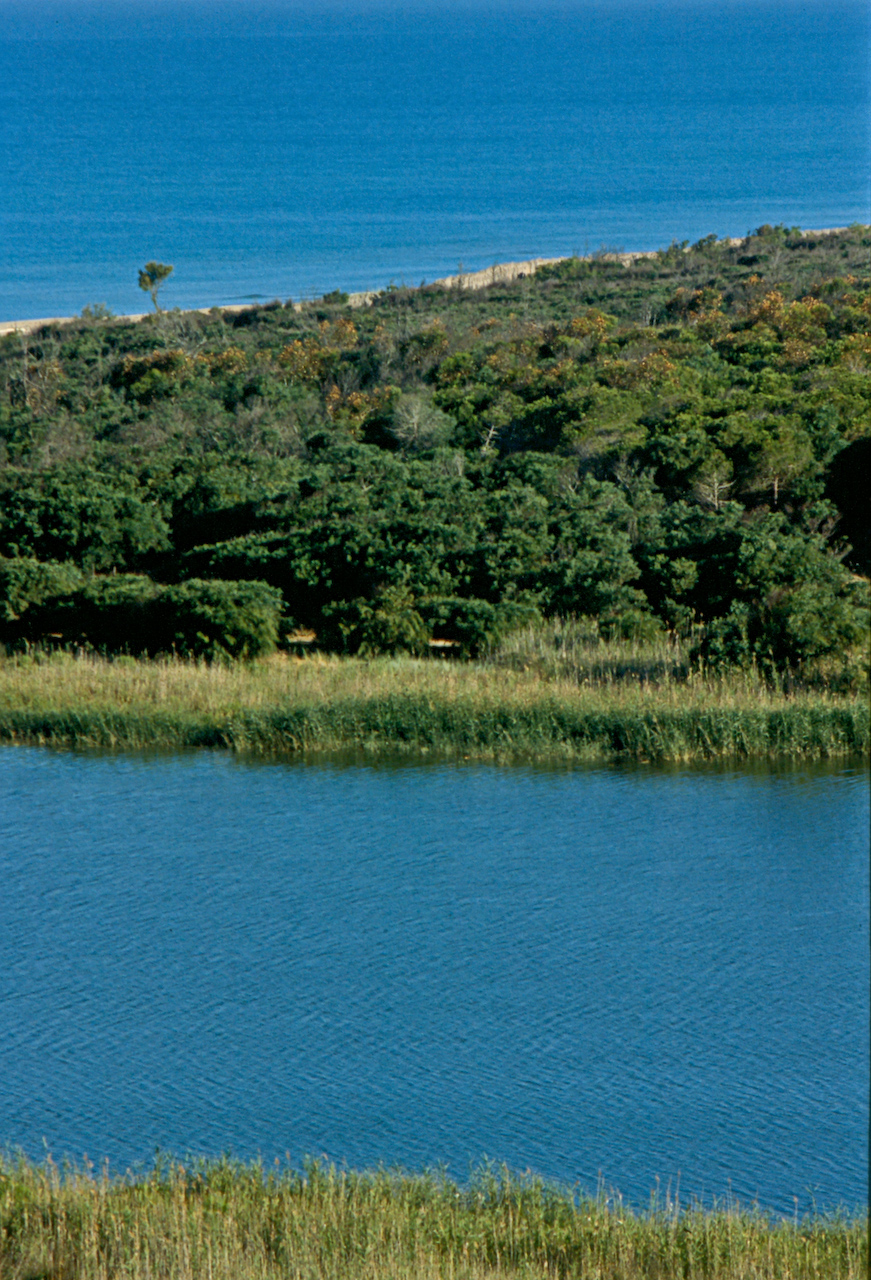

Possiamo distinguere due tipologie di vegetazione.

Il rimboschimento protettivo degli anni '50 costituito da una pineta (Pinus halepensis, Pinus pinea e Pinus canariensis) ed in cui si inseriscono alcuni lembi ad eucalipto (Eucaliptus camaldulensis) e acacia. Sotto il rimboschimento esiste in molti punti un florido sottobosco con specie della macchia mediterranea, in particolare lentisco (Pistacia lentiscus), asparago spinoso (Asparagus acutifolius), palma nana (Chamaerops humilis), tamerice (Tamarix gallica) e carrubo (Ceratonia siliqua).
La vegetazione dunale psammofila si trova a ridosso della pineta e nella foce del fiume. 

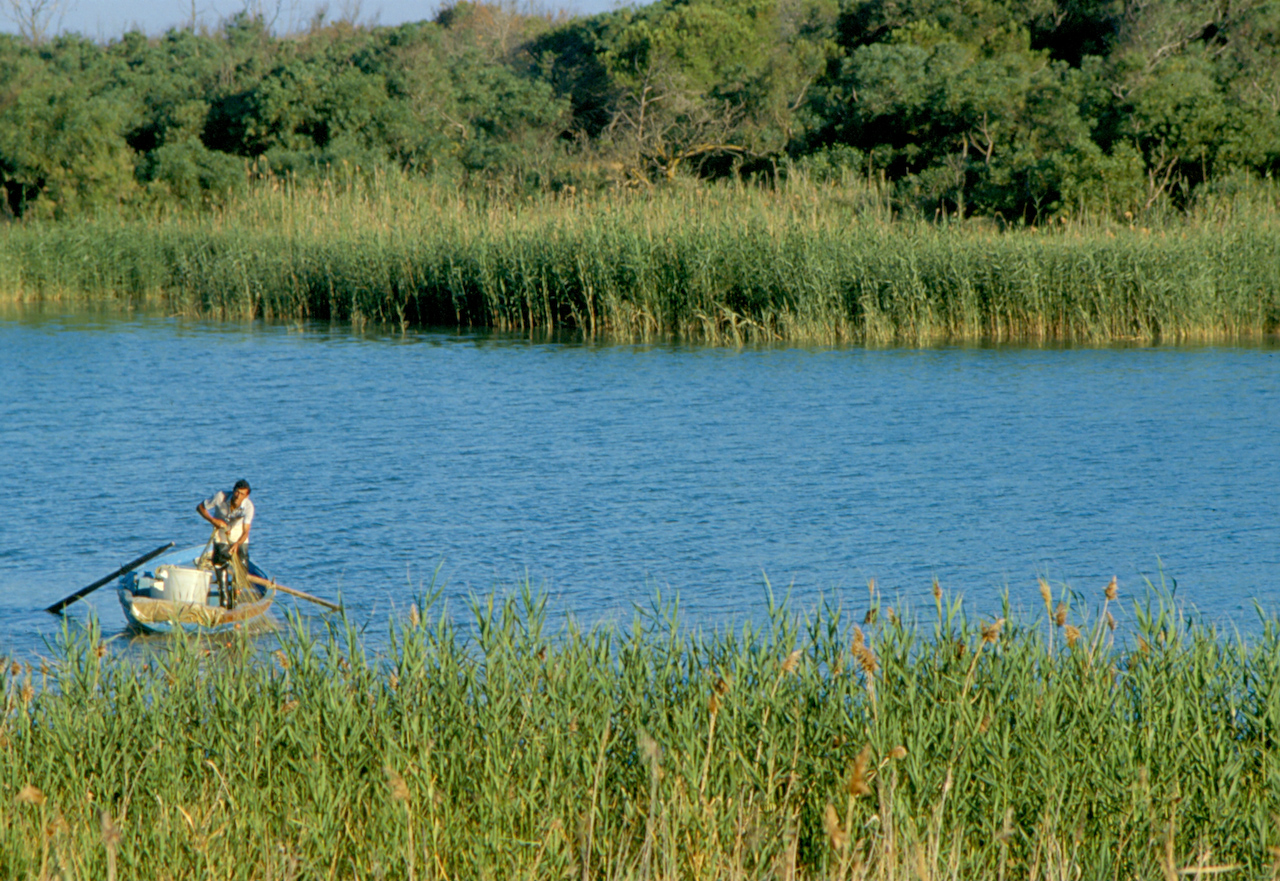

Si tratta di specie erbacee e arbustive che colonizzano e favoriscono la formazione delle dune  le quali proteggono la vegetazione dalla salsedine e dai forti venti, contribuendo all'omeostasi dell'ecosistema. Lungo tutta la foce abbonda la cannuccia (Phragmites australis), mentre tra le specie caratteristiche delle dune vi sono lo sparzio pungente (Ammophilla littoralis), il giunco (Juncus acutus), l'erba kali (Salsola kali), il giglio di mare (Pancratium maritimum), lo zigolo delle spiagge (Cyperus capitatus), il ravastrello (Cakile maritima), la gramigna delle spiagge (Agropyron junceum), il vilucchio (Calystegia soldanella) e la calcatreppola (Eryngium maritimum).

## Fauna
L'area protetta ospita numerose specie di fauna avicola sia stanziale che migratoria.

## Turismo
La spiagge della Foce del Fiume Platani e di Borgo Bonsignore sono state consigliate dalla Guida Blu di Legambiente nel 2002, 2003, 2004, 2005, 2006, 2007, 2008 e 2009.

## Galleria d'immagini

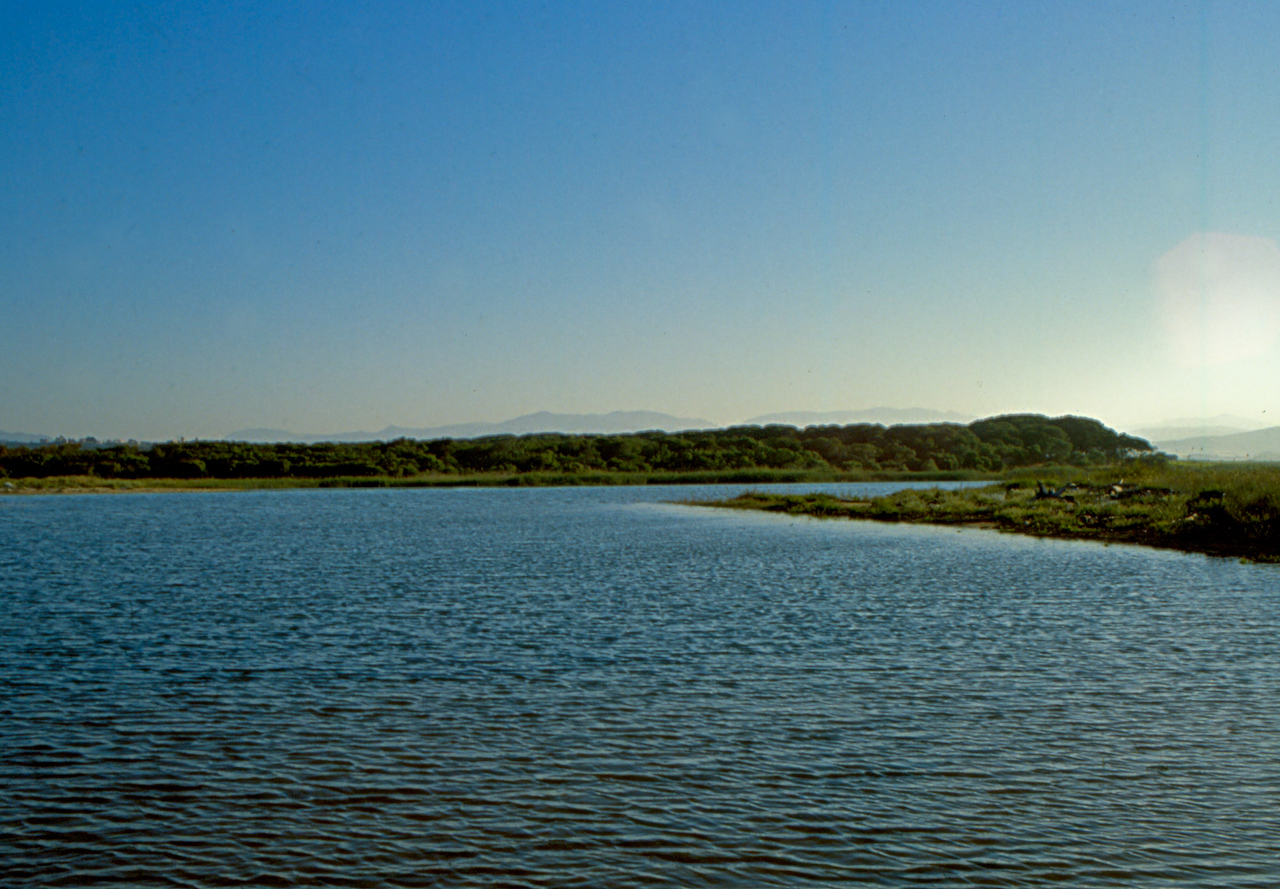
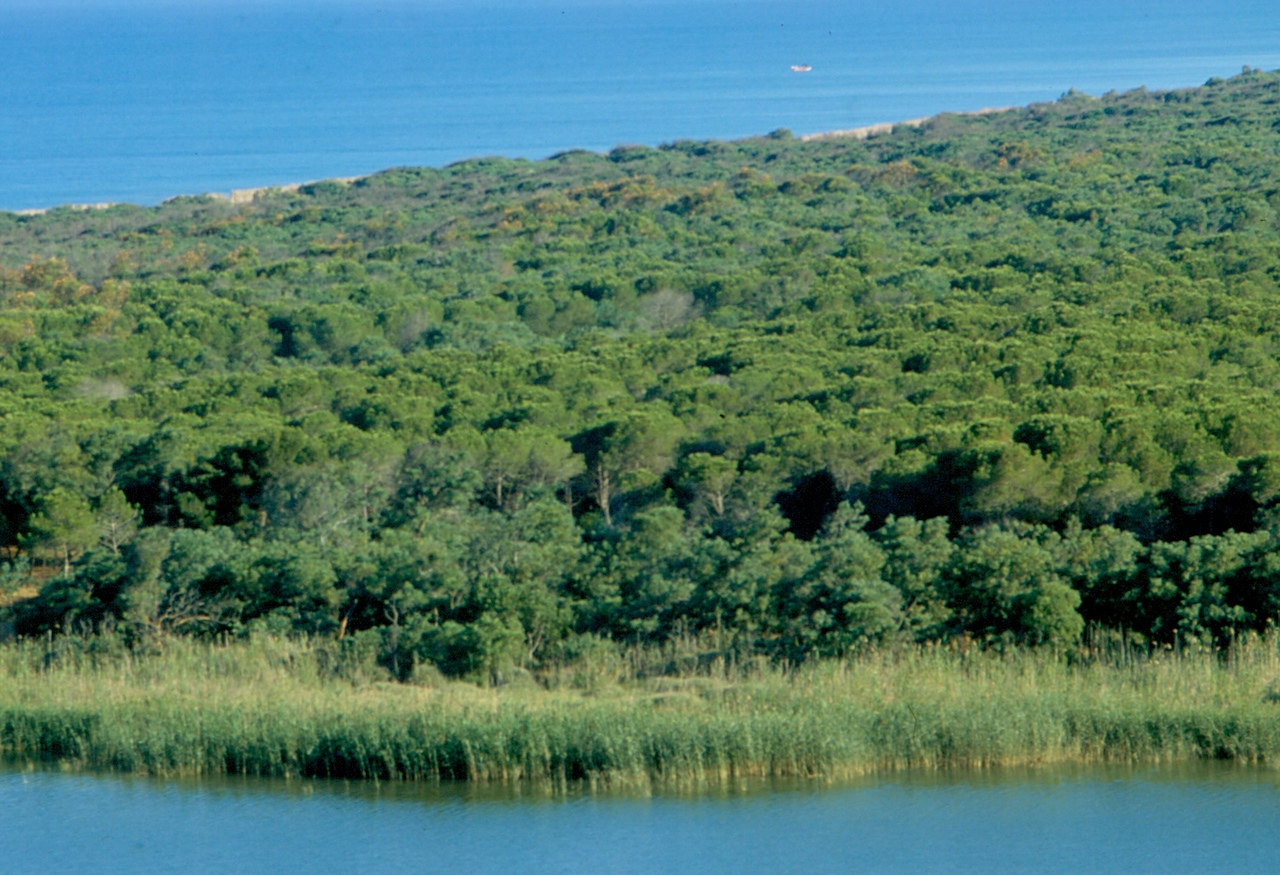
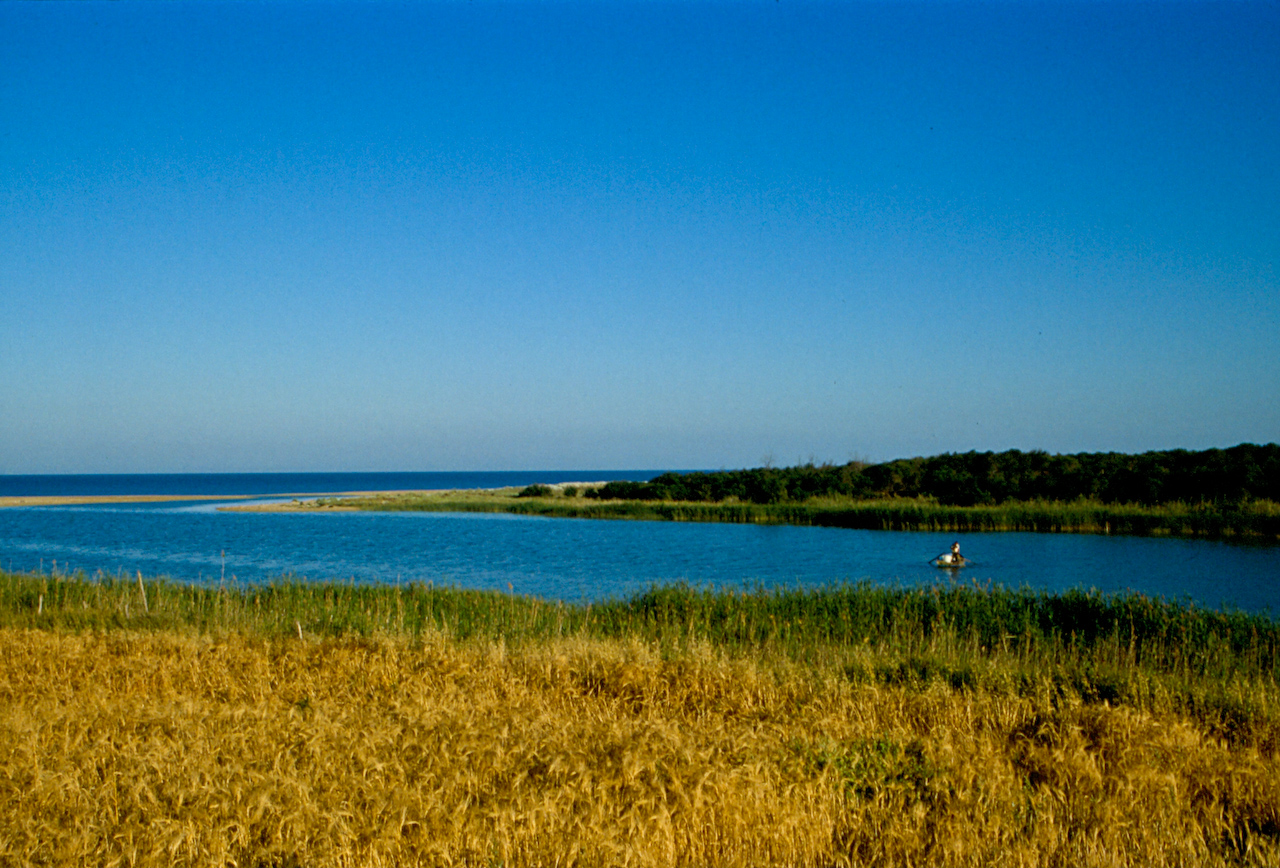
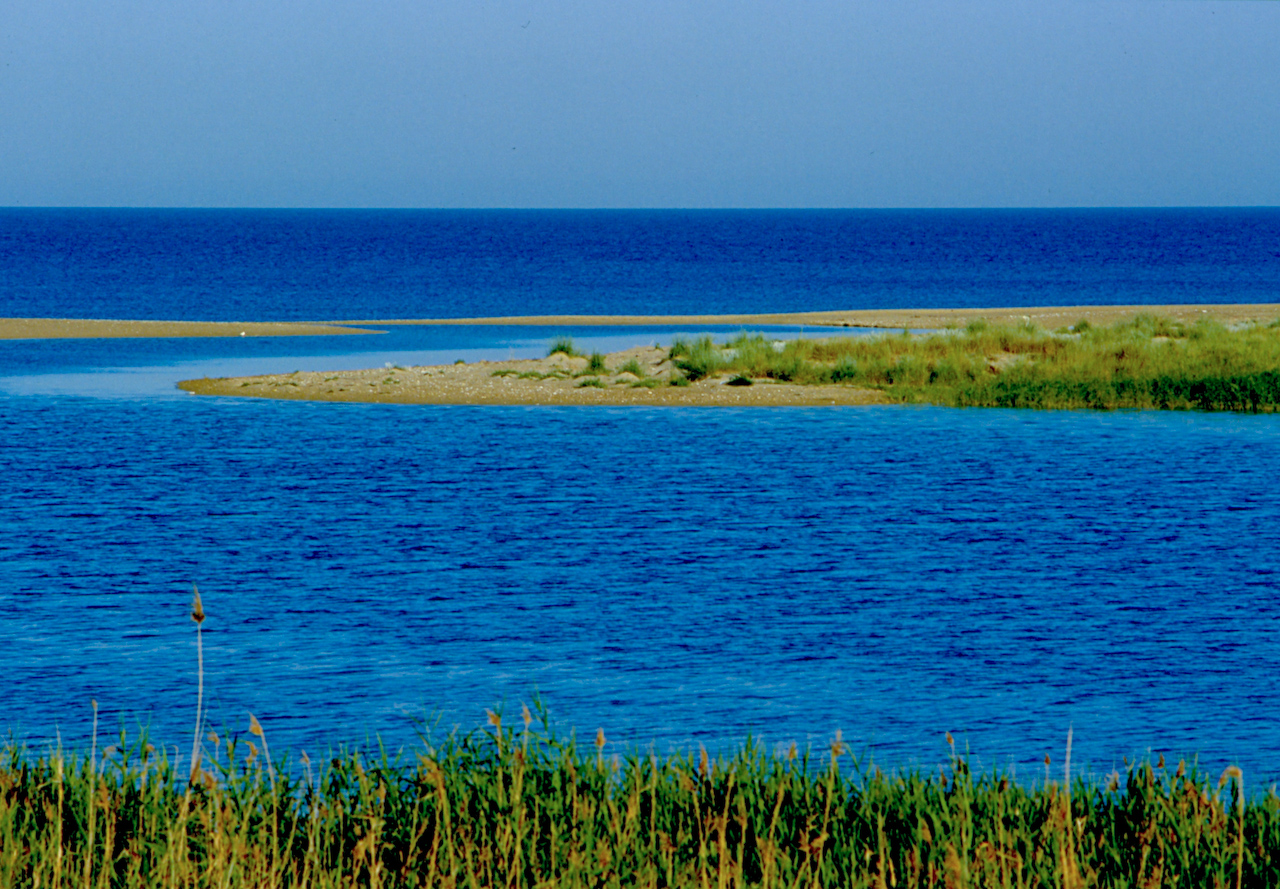